# كور زيغر
كور زيغر (بالهولندية: Cor Zegger)‏ (11 مارس 1897 – 5 يناير 1961) هو سبّاح هولندي راحل، مثّل بلاده في الألعاب الأولمبية الصيفية 1920.

## روابط خارجية
كور زيغر على موقع اللجنة الأولمبية الدولية (الإنجليزية)
- كور زيغر على موقع أوليمبيديا (الإنجليزية)